# Klooster van Snagov
Het Klooster van Snagov (Roemeens: Mănăstirea Snagov) is een Byzantijns klooster, dat gesticht is door koning Mircea I, de oude, de grootvader van Vlad Dracula, Het klooster is gelegen in Roemenië. Het gebouw heeft sinds 1933 een beetje bekendheid gekregen, toen archeologische opgravingen op die plaats leidden tot de ontdekking van een graftombe, die vervolgens werd geïdentificeerd als het Dracula-graf.